# خالد الناشف
خالد درويش عبد القادر الناشف، (13 يناير 1942 – 9 فبراير 2009) عالم آثار ومؤرخ عربي بارز، ولد في مدينة طولكرم الفلسطينية، وهو بروفيسور مختص في تاريخ الشرق الأدنى القديم، وقد أبعدته السلطات الإسرائيلية إلى خارج فلسطين بعد اتفاق أوسلو.

## نشأته وتحصيله العلمي
ولد خالد درويش عبد القادر الناشف في مدينة طولكرم بالضفة الغربية بتاريخ 13 يناير 1942، تلقى تعليمه الابتدائي في مدارس مدينته طولكرم، وتنقل مع عائلته بين عدة بلدان عربية وأجنبية منها سوريا، وحصل على درجة الدكتوراه عام 1976 من جامعة فيينا حول «حضارة وادي الرافدين واللغتين الأكدية والسومرية».

## حياته العملية
عمل خالد الناشف محاضرًا في جامعة توبنغن في ألمانيا منذ عام 1978 وحتى عام 1987، ثم في جامعة الملك سعود في الرياض بالمملكة العربية السعودية.
ساهم في ألمانيا بإعداد «أطلس توبنغن للشرق الأوسط ‏» (Tübinger Atlas des Vorderen Orients)، وهو أحد أبرز وأضخم أطلس جرى إعداده في ألمانيا، حيث عرف الأطلس إقليميًا، وقد تضمن كافة معلومات الشرق الأوسط المتعلقة بالجغرافيا والعصور التاريخية والجيولوجيا والسكان والنقل والاقتصاد وغيرها.
عاد لاحقًا إلى وطنه فلسطين، وعمل محاضرًا في جامعة بيرزيت بالضفة الغربية، كما تولى منصب مدير معهد الآثار الفلسطيني عام 1994، واستمر في ذلك حتى جرى إبعاده من قبل السلطات الإسرائيلية عام 1998 إلى خارج فلسطين، وتحديدًا إلى الأردن حيث بقي هناك حتى وفاته فيها عام 2009.
كان العالم خالد الناشف قد ساهم أيضًا في نشر عدد من دراساته في مؤسسة الدراسات الفلسطينية عبر «مجلة الدراسات الفلسطينية»، و«مجلة حوليات القدس»، و«مجلة فصلية القدس».

## أبرز مؤلفاته
- كتاب "Die Orts- und Gewässernamen der mittelbabylonischen und mittelassyrischen Zeit" باللغة الألمانية، (أماكن وأسماء المياه في العصرين البابلي-الآشوري الوسيط)، عام 1982، ISBN 3-88226-152-8، ألمانيا.

- كتاب "Babylonien und Assyrien in der zweiten Hälfte des zweiten Jahrtausends v. Chr" باللغة الألمانية، (بابل وآشور في النصف الثاني من الألف الثاني قبل الميلاد)، عام 1983، ISBN 3-88226-674-0، ألمانيا.

- كتاب "Rekonstruktion der Reiserouten zur Zeit der altassyrischen Handelsniederlassungen" باللغة الألمانية، (إعادة بناء مسار الرحلات في عهد المستعمرة التجارية الآشورية القديمة)، عام 1987، ISBN 3-88226-423-3، ألمانيا.

- كتاب "Die Orts- und Gewässernamen der altassyrischen Zeit" باللغة الألمانية، (أماكن وأسماء المياه في العصر الأشوري القديم)، عام 1991، ISBN 3-88226-465-9، ألمانيا.

- مجلة «الآثار الفلسطينية»، مجلد (1)، عام 2000،[9] وهي أول مجلة آثارية متخصصة باللغة العربية.[4]

- مجلة «الآثار الفلسطينية»، مجلد (2)، عام 2001.[9]

- كتاب «تدمير التراث الحضاري العراقي»، عام 2004، دار الحمراء للنشر، بيروت.[10]

- كتاب «الاختراق الصهيوني للعراق»، عام 2005، دمشق.[11]

- كتاب «إسرائيل والصهيونية في شبكة الإنترنت»، عام 2006.[12]

- "Deities of Dilmun in Bahrain Through the Ages"، (آلهة دلمون في «البحرين عبر العصور»)، عام 1986، ISBN 9780710301123.[13]

- «توفيق كنعان: تقويم جديد»، مؤسسة الدراسات الفلسطينية، عام 2002.[14]

## وفاته
توفي خالد الناشف ظهر يوم الاثنين الموافق 9 فبراير 2009 في العاصمة الأردنية عمان عن عمرٍ ناهز 67 عامًا إثر مرض عضال. كانت قد نعته عدة جهات فلسطينية.

## قالوا عنه
- الباحث التاريخي والأكاديمي الدكتور عمر الغول وهو أحد طلاب خالد الناشف في جامعة توبنغن في ألمانيا، يقول: «أخذت عن خالد الناشف حذره الشديد في العِلم، وما زلت أحاوره اليوم، رغم غيابه، في كثير مما أكتب أو أفعل».[16]

## روابط خارجية
- خالد الناشف على موقع أرشيف الشارخ.
- صور لخالد الناشف.
- خالد الناشف على موقع المكتبة المفتوحة (الإنجليزية)